# قنطرة أولاد تاساوت (فطناسة)
قنطرة أولاد تاساوت هو دُوَّار يقع بجماعة واركي، إقليم قلعة السراغنة، جهة مراكش آسفي في المملكة المغربية. ينتمي الدوّار لمشيخة فطناسة التي تضم 14 دوار. يقدر عدد سكانه بـ 33 نسمة حسب الإحصاء الرسمي للسكان والسكنى لسنة 2004.

## روابط خارجية
- البوابة الوطنية للجماعات الترابية نسخة محفوظة 12 مارس 2018 على موقع واي باك مشين.
- المندوبية السامية للتخطيط